# Luc Tiberghien
Luc Tiberghien (Moeskroen, 11 oktober 1957) is een Belgisch politicus van Ecolo.

## Levensloop
Tiberghien werd bediende bij de Christelijke Mutualiteiten in Moeskroen en was van 1978 tot 1985 tevens logopedist. In 1993 werd hij leraar.
In oktober 1988 werd hij voor de PS verkozen tot gemeenteraadslid van Moeskroen. Binnen deze partij voelde zich echter niet thuis en in december 1992 besloot hij over te stappen naar Ecolo. Van 1997 tot 1999 was hij politiek secretaris van de Ecolo-afdeling Picardie. In 1999 verliet hij de gemeenteraad van Moeskroen toen hij parlementslid werd. Van 2006 tot 2009 en van 2012 tot 2018 was hij opnieuw gemeenteraadslid van Moeskroen.
Van 1999 tot 2004 was hij lid van het Waals Parlement en van het Parlement van de Franse Gemeenschap en was er tevens secretaris. In 2004 werd hij echter niet herkozen, maar in 2009 werd hij opnieuw lid van beide parlementen. Tussendoor was hij actief bij verschillende raden en intercommunales en was hij van 2004 tot 2009 coördinator van het Overlegplatform voor Mentale Gezondheid in Waals-Picardië. Bij de verkiezingen van 2014 was hij geen kandidaat meer voor een hernieuwing van zijn mandaat en verliet hierdoor de nationale politiek. Vervolgens keerde hij terug naar het Overlegplatform voor Mentale Gezondheid.